# Pernink
Pernink település Csehországban, a Karlovy Vary-i járásban. Pernink Merklín, Nové Hamry, Boží Dar, Potůčky, Nejdek, Abertamy és Horní Blatná településekkel határos. Lakosainak száma 595 fő (2024. január 1.).

## Népesség
A település lakosságának változását az alábbi diagram mutatja:
| Lakosok száma | 2219 | 2860 | 2506 | 1253 | 794  | 722  | 644  | 621  | 597  | 595  |
|               | 1869 | 1900 | 1921 | 1961 | 1980 | 2011 | 2016 | 2019 | 2021 | 2024 |